# Neal Harris
Neal Harris, né le 9 mai 1906 à Ringtown (Pennsylvanie) et décédé le 8 février 1982 à Lancaster (Pennsylvanie), est un ancien joueur et entraîneur américain de basket-ball, un ancien joueur de baseball et un ancien joueur de football américain, au poste de tight end. 